# Bonchance
Bonchance ist das dritte Studioalbum des deutschen Rap-Duos Celo & Abdi. Es erschien am 12. Juni 2015 über das Label Azzlackz.

## Entstehung und Veröffentlichung
Celo & Abdi kündigten Bonchance erstmals im März 2015 an. Einige Wochen später wurde das Albumcover veröffentlicht, welches vom Hamburger Grafiker Adopekid gestaltet wurde. Am 8. Mai 2015 erschien mit Schlaghammer die erste Single des Albums als Musikvideo auf YouTube. Im Refrain des Songs befindet sich ein Sample des Songs Hammerhart (1999) der deutschen Rap-Crew Beginner. Am 25. Mai erschien Heckmeck als zweite Videoauskopplung, auf dem Song treten Xatar und Haftbefehl mit Gastbeiträgen in Erscheinung. Nachdem mit Amo aller Amos noch eine dritte Videoauskopplung erschienen war, wurde das Album schließlich am 12. Juni 2015 auf digitalen Vertriebswegen, auf CD und als Boxset veröffentlicht.
Der Albumtitel ist an die französische Phrase „bonne chance“ angelehnt, die auf Deutsch mit „Viel Erfolg!“ oder „Viel Glück!“ übersetzt werden kann.

## Produktion
Wie bereits auf Celo & Abdis erstem Album Hinterhofjargon wurden alle Instrumentals auf Bonchance vom Hamburger Produzenten m3 (Hamid Chizari) produziert. Für die Abmischung und das Mastering war Lex Barkey zuständig.

## Titelliste
| #  | Titel                               | Länge |
| -- | ----------------------------------- | ----- |
| 1  | Kickstart                           | 2:11  |
| 2  | Amo aller Amos                      | 2:54  |
| 3  | Erster Atemzug                      | 2:36  |
| 4  | Bonchance                           | 2:51  |
| 5  | Ticker Chromosom                    | 3:24  |
| 6  | Verfolgers                          | 2:52  |
| 7  | Schlaghammer                        | 3:00  |
| 8  | Gargoyles                           | 3:14  |
| 9  | Schnelles Geld                      | 3:25  |
| 10 | Heckmeck (feat. Haftbefehl & Xatar) | 5:11  |
| 11 | Chabula                             | 3:04  |
| 12 | Tollwut                             | 2:45  |
| 13 | Karawane                            | 2:44  |
| 14 | Letzter Atemzug                     | 3:05  |
| 15 | Marifet                             | 2:56  |
| 16 | Nullfünfkriege (feat. Hanybal)      | 3:56  |
| 17 | Blendoui (feat. Olexesh & Veysel)   | 5:10  |

## Rezeption
Patrick Lublow vom Hip-Hop-Magazin Juice bewertete Bonchance mit fünf von sechs Kronen und resümierte: „Das Tag Team aus FFM setzt weiterhin auf glaubwürdige Geschichten von der Straße – nur eben eine Spur sympathischer und charismatischer vorgetragen als beim Rest der Szene. Einzelne Songs hervorzuheben ist kaum möglich, denn »Bonchance« ist ein Album im besten Sinne: Hier wird kein Füllmaterial um zwei Hits gestrickt. Hier wird auf konstant hohem Level abgeliefert.“
Till Arndt bewertete das Album für Rap.de und zog ein positives Fazit: „Bonchance ist von vorne bis hinten stimmig, brillant produziert, abwechslungsreich und kompromisslos. Celo & Abdi besinnen sich auf ihre Stärken und spielen sie erstmals voll aus, umschiffen Peinlichkeiten, Experimente und Unstimmigkeiten, bleiben dabei auch noch sympathisch und schaffen so eines der besten Alben des bisherigen Jahres.“ Besonders positiv stellte er die Instrumentals des Produzenten m3 heraus, den er als „heimlichen Star“ des Albums bezeichnet, da er ein „perfekt ausproduziertes Soundgewand“ für das Album produziert habe. Zudem attestierte der Redakteur Celo und Abdi, ihre Raptechnik und ihren Flow im Vergleich zu den Vorgängeralben weiterentwickelt und verbessert zu haben.
Auch Thomas Kiebl vom österreichischen Magazin The Message äußerte sich positiv zum Album. Er lobte besonders die Instrumentals des Produzenten m3, der „auf Bonchance so ziemlich alles richtig macht und seinem Ruf als einer der besten Produzenten, die Deutschrap momentan aufbieten kann, erneut gerecht wird“.
David Maurer vom Online-Magazin Laut.de vergab vier von fünf Sternen für das Album und lobte vor allem, die Produktion, das Zusammenspiel der beiden Rapper sowie die gelungene Auswahl der Gastmusiker. Er resümierte: „Schon Hinterhofjargon und Akupunktur waren zweifellos gute Alben, die letztendlich den Weg ebneten für das grandiose Bonchance. Aber wichtig ist nicht der Weg, sondern die Landung. Und die gelingt in diesem Fall: Punktlandung.“
Das Hip-Hop-Magazin Backspin bezeichnete Bonchance als „das beste Celo & Abdi-Album bisher“ und schrieb: „Nach kurzer Zeit ist man drinnen, in einer grauen Parallelwelt, die durch Wut, Resignation und dem Streben nach dem schnellen Geld dominiert wird. Auch diesmal sollte der Straßen-Duden parat liegen, um alles auf den ersten Blick erschließen zu können, denn das Sprachkauderwelsch wird konsequent fortgeführt.“

## Chartplatzierungen
Bonchance stieg in der Chartwoche des 19. Juni 2015 auf Position acht in die deutschen Albumcharts ein und konnte sich insgesamt drei Wochen in den Top 100 halten, eine davon in den Top 10. In der gleichen Chartwoche belegte es ebenfalls Rang acht der deutschen deutschsprachigen Charts sowie Rang vier der deutschen Hip-Hop-Charts, wo es sich lediglich Obststand (LX & Maxwell), Ring der Nebelungen (Marsimoto) und dem Spitzenreiter Fata Morgana (KC Rebell) geschlagen geben musste. In Österreich schaffte es das Album auf Platz 15 und in der Schweiz auf Platz sieben der Charts.
Für Celo & Abdi avancierte Bonchance nach Hinterhofjargon (Juni 2012) und Akupunktur (Juni 2014) je zum dritten Chartalbum in allen drei Ländern. In Deutschland ist es das dritte Top-10-Album des Duos, in der Schweiz nach Akupunktur das zweite. In der Schweiz konnte sich zudem kein Album des Duos besser platzieren, zuvor lag die Höchstplatzierung mit Akupunktur bei Rang zehn.
| ChartsChartplatzierungen | Höchstplatzierung | Wochen |
| ------------------------ | ----------------- | ------ |
| Deutschland (GfK)        | 8 (3 Wo.)         | 3      |
| Österreich (Ö3)          | 15 (1 Wo.)        | 1      |
| Schweiz (IFPI)           | 7 (3 Wo.)         | 3      |